# Соллі Плюс
«Соллі Плюс» — аматорський футбольний клуб із Харкова. Створений 2010 року. Переможець Чемпіонату Харківської області з футболу 2014—2016 років, учасник Чемпіонату України серед аматорів 2016/17.
10 травня 2017 року команду знято з розіграшу Чемпіонату України серед аматорів, після чого клуб фактично припинив існування.

## Попередні назви
- 2010—2016: «Електроважмаш»;
- 2016—2017: «Соллі Плюс».

## Історія
Ще у 1966 році на базі харківського заводу «Електроважмаш», було збудовано спортивний комплекс та стадіон, який вміщав до 5000 глядачів. На основі цієї бази була створена футбольна команда, яка виступала у першості міста.
12 лютого 2010 року — дата заснування відродженної команди «Електроважмаш», яка перші свої два сезони провела у 1 лізі чемпіонату області, де ставала чемпіоном. Тренером команди став Осадчий Сергій Миколайович.
У 2012 році команда піднялась до вищої обласної ліги, а вже наступного сезону зайняла 3 місце у чемпіонаті та вперше виграла Кубок Харківської області з футболу. У 2014 році «Електроважмаш» вперше виграв Чемпіонат Харківської області з футболу.
У 2016 році команда отримала нового спонсора та змінила назву на «Соллі Плюс». У цьому ж році команда стала чемпіоном та володарем кубка області.
У сезоні 2016/17 команда брала участь у чемпіонаті України серед аматорів. 10 травня 2017 року «Соллі Плюс» було знято з участі у змаганнях. Команда встигла провести у чемпіонаті 14 матчів, здобувши дев'ять перемог при двох нічиїх і трьох поразках (різниця м'ячів 30-13), і на момент зняття посідала третє місце в групі 2. В останніх шести поєдинках харків'янам зараховано технічні поразки.
Навесні 2017 року «Соллі Плюс» було заявлено на чемпіонат Харківської області, але участь у змаганні команда так і не розпочала, і згодом її було викреслено з календаря першості.
10 травня 2017 року команда провела свій останній матч, у якому з рахунком 3:0 обіграла ФК «Вовчанськ». Перемога у цій грі зробила «Соллі Плюс» володарем Суперкубка Харківської області.

## Досягнення
Чемпіонат Харківської області з футболу вища ліга:
- Чемпіон (3) — 2014, 2015, 2016.
- 3 місце (1) — 2013.

 Чемпіонат Харківської області з футболу перша ліга: 
- Чемпіон (2) — 2010, 2011.

 Кубок Харківської області з футболу: 
- Володар (2) — 2013, 2016.
- Фіналист (1) — 2015.

Суперкубок Харківської області з футболу:
- Володар (1) — 2017.

## Останній склад
Станом на 17 березня 2017:
| 15 | ВР | Україна | Сергій Рудік        |  |  |  |  |  |
| 19 | ВР | Україна | Олександр Качоренко |  |  |  |  |  |
| 89 | ВР | Україна | Олексій Маник       |  |  |  |  |  |
|    | ВР | Україна | Микола Зінченко     |  |  |  |  |  |
|    |    |         |                     |  |  |  |  |  |
| 2  | ЗХ | Україна | Ян Осадчий          |  |  |  |  |  |
| 3  | ЗХ | Україна | Сергій Шевцов       |  |  |  |  |  |
| 5  | ЗХ | Україна | Сергій Мизюк        |  |  |  |  |  |
| 6  | ЗХ | Україна | Олександр Яценко    |  |  |  |  |  |
| 17 | ЗХ | Україна | Віталій Забурдайло  |  |  |  |  |  |
|    | ЗХ | Україна | Олексій Покосенко   |  |  |  |  |  |
|    |    |         |                     |  |  |  |  |  |

| 7  | ПЗ | Україна | Володимир Черніков |  |  |  |  |  |
| 8  | ПЗ | Україна | Костянтин Рудь     |  |  |  |  |  |
| 10 | ПЗ | Україна | Єгор Коваленко     |  |  |  |  |  |
| 11 | ПЗ | Україна | Максим Яхно        |  |  |  |  |  |
|    | ПЗ | Україна | Сергій Осадчий     |  |  |  |  |  |
|    | ПЗ | Україна | Мирослав Тараненко |  |  |  |  |  |
|    |    |         |                    |  |  |  |  |  |
| 9  | НП | Україна | Владислав Коробкін |  |  |  |  |  |
| 14 | НП | Україна | Євген Співак       |  |  |  |  |  |
|    | НП | Україна | Владислав Середа   |  |  |  |  |  |
|    | НП | Україна | Даніїл Соломаха    |  |  |  |  |  |

## Відомі гравці
- Олександр Качоренко
- Олександр Яценко